# Schloss Juliusburg (Schlesien)

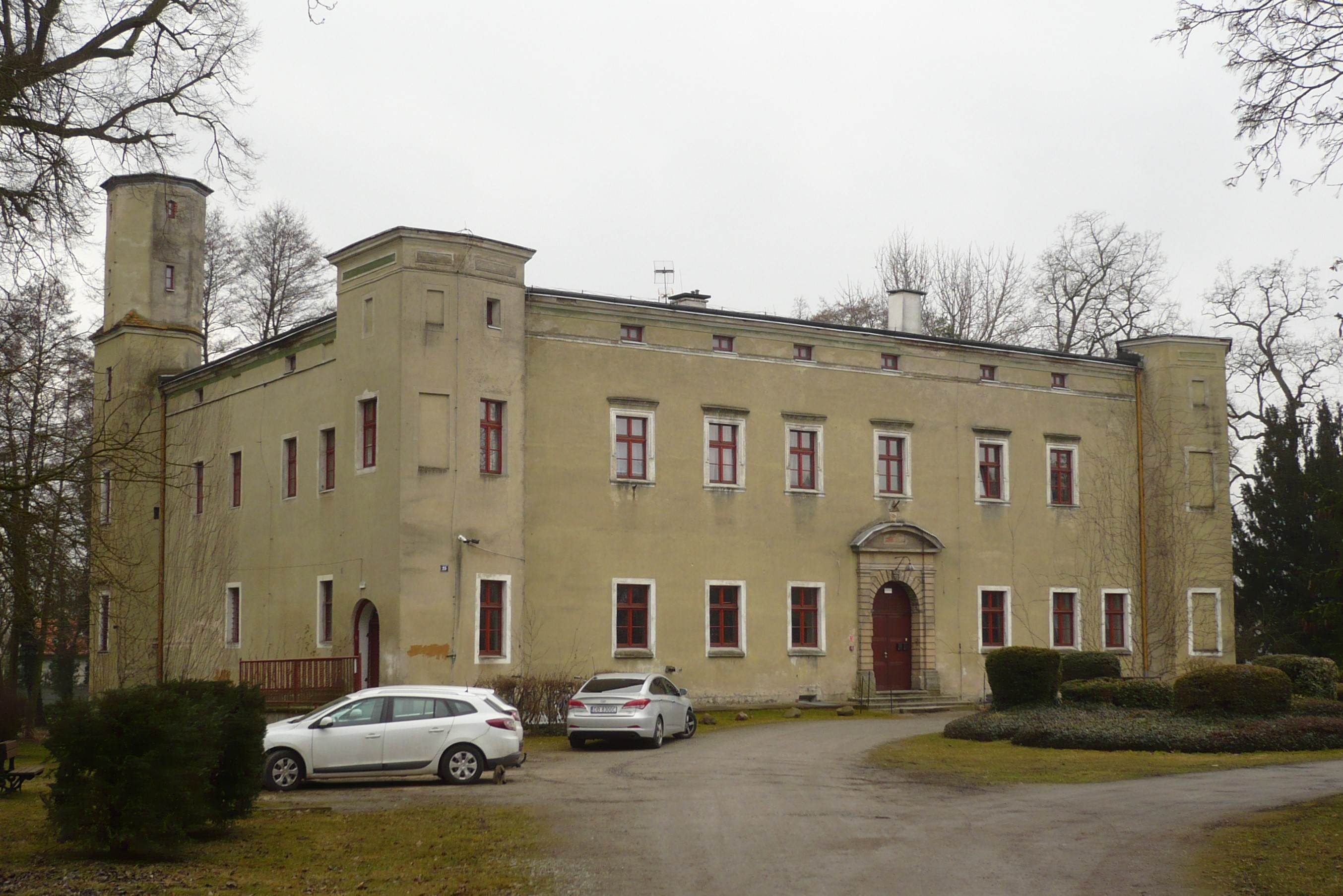
Schloss Juliusburg (2021)

Schloss Juliusburg (polnisch Pałac w Dobroszycach) ist ein Schloss in Dobroszyce in der polnischen Woiwodschaft Niederschlesien.

## Geschichte

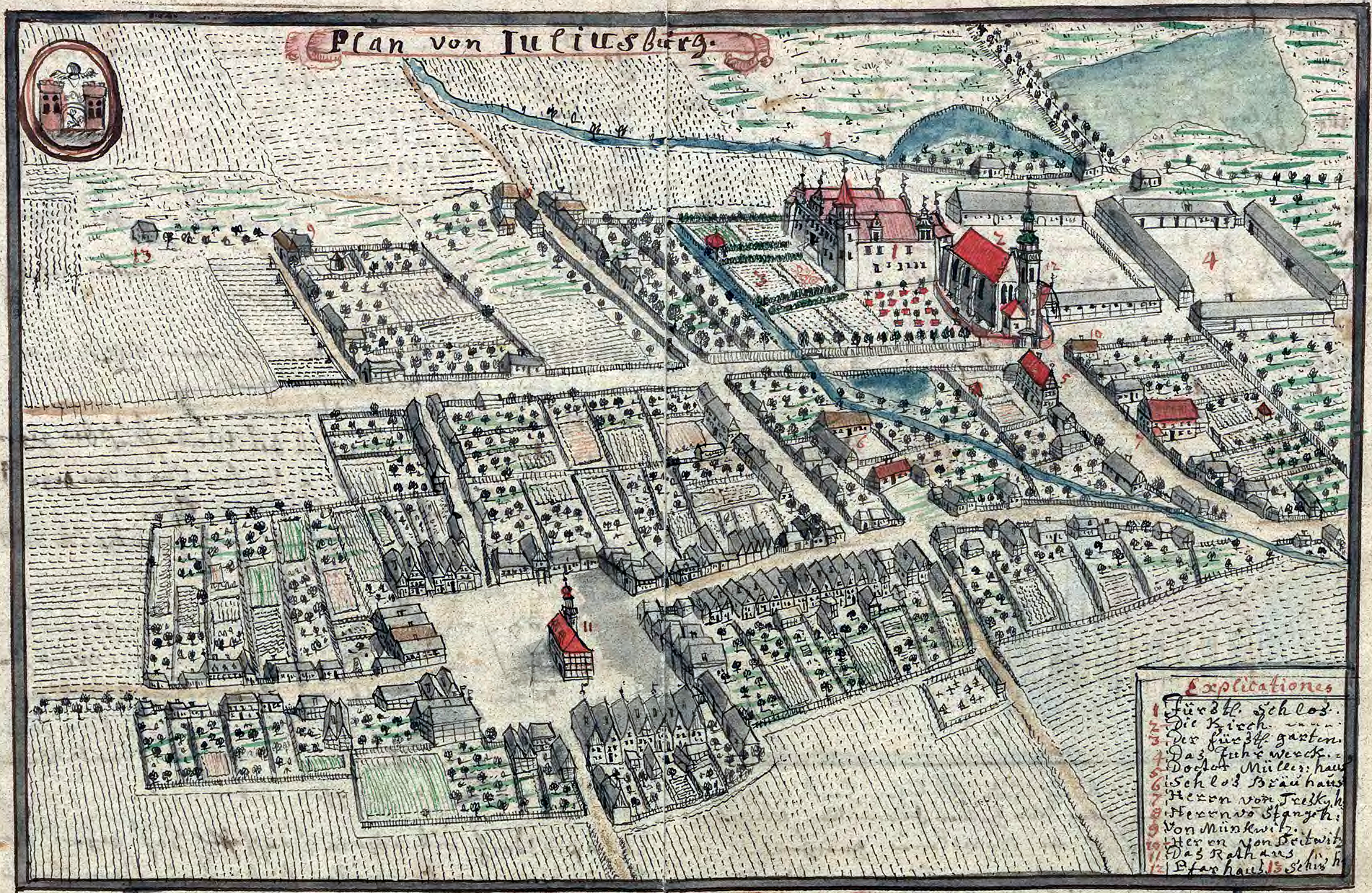
Schloss Juliusburg auf einer Ansichtskarte von Friedrich Bernhard Werner

Bis 1665 befand sich der Ort in Besitz der Familie Heugel. Das heutige Schloss wurde zwischen 1589 und 1601 als ein durch Gräben gesichertes Schloss der Spätrenaissance errichtet. Im Jahr 1655 wurde das Schloss von Sylvius Nimrod von Württemberg, Herzog von Oels, erworben, und fiel 1672 an dessen Sohn Julius Siegmund, der den Ort in Juliusburg umbenennen. Das Schloss wurde zur Residenz erhoben und barockisiert. Im Jahr 1704 verlor Juliusburg den Status einer Residenz. Ab 1792 waren die Herzöge von Braunschweig Besitzer, die das Schloss purifizieren ließen. Ab 1885 und bis 1945 war Juliusburg Domäne der Wettiner.
Nach Annexion der Region durch die Volksrepublik Polen wurde das Schloss zum Schulgebäude umgebaut.  Die evangelische Schlosskirche wurde 1970 abgerissen. Seit 2014 ist das Schloss restauriert und als Hotel genutzt.

## Bauwerk
Das Schloss ist zweigeschossig auf rechteckigem Grundriss mit vier niedrigen Ecktürmen. Die Fassade ist heute einfach strukturiert, jedoch verbirgt sich unter dem Putz eine geometrische Sgraffitodekoration. Im Inneren ist eine barocke Sala terrena, eine frühbarocke Eichenholztreppe  und der teilstuckierte Theatersaal erhalten geblieben.